# Franz Karl von Mitrowitz
Franz Karl von Mitrowitz (Franz Karl hrabia Wratislaw von Mitrowitz, ur. 1696, zm. 1759) – austriacki dyplomata.
Pochodził z wpływowej rodziny zniemczonych magnatów czeskich.
Wyjeżdżał do Polski w latach 20. XVIII w., starając się pozyskać ją jako sojusznika cesarza. Po pobycie w Rosji powrócił na dwór wettyński w Dreźnie, pełniąc w latach 1734-1740 rolę doradcy Marii Józefy, przy której oficjalnie zajmował stanowisko ochmistrza dworu. Rezydent pruski Karl Friedrich Hoffmann był zdania, że Mitrowitz wraz z hrabią Franzem Kolowrath i królową Maria mieli oni stanowić tajną nieformalną radę, która tak naprawdę rządziła Saksonią.
Hrabia starał się wciągnąć Polskę w austriackie gry dyplomatyczne m.in. w wojnę z Turcja (1737-1739) po stronie Austrii. Jego pozycję w Saksonii podkopała dopiero I wojna śląska i fakt opowiedzenia się w niej Saksonii po stronie Prus.
Jego krewnym był Johann Joseph von Wratislaw von Mitrowitz, w latach 1733-1753 biskup Hradec Králové.